# Jerzy Grundkowski
Jerzy Grundkowski (ur. 29 listopada 1953 w Bydgoszczy, zm. 12 grudnia 2016 tamże) – polski pisarz.

## Życiorys
Ukończył studia historyczne na Uniwersytecie Mikołaja Kopernika w Toruniu. Debiutował opowiadaniem Żółta cysterna (1977), emitowanym jako słuchowisko w Polskim Radiu. Pisał fantastykę, prozę historyczną i współczesną. Swoje utwory publikował między innymi w „Twórczości”, „Tygodniku Kulturalnym”, „Faktach” i „Literaturze”, a eseje i artykuły krytyczne w „Piśmie literacko-artystycznym”, „Nurcie” i „Kujawach”.
Autor wielu cenionych publikacji z zakresu historii budownictwa i architektury, ukazujących się na łamach czasopisma „Warstwy Dachy i Ściany” (wcześniej: „Warstwy”) oraz na portalach abc-sciany.pl, abc-dachy.pl i abc-izolacje.pl. W latach 1995–2006 Redaktor Naczelny „Warstw”, w latach 2006–2012 - z-ca Redaktora Naczelnego.

## Nagrody
„Annopolis, miasto moich snów” – Redakcja „Młodego Technika” uznała ją za najlepszy debiut roku, a fundatorzy nagrody im. N. Gall – za najlepszą książkę nowelistyczną roku. „Annopolis, miasto moich snów” zyskało też jedną z nagród „Fantastyki”.
Był laureatem nagrody imienia Klemensa Janickiego oraz laureatem trzech konkursów dziennikarskich, poświęconych upowszechnianiu wiedzy ekonomicznej: jeden z nich to był konkurs „Pryzmat”, a dwa pozostałe organizowała Fundacja Edukacji Przedsiębiorczości z siedzibą w Łodzi. W 2013 roku Jerzego Grundkowskiego uhonorowano także Medalem Jerzego Sulimy-Kamińskiego, przyznawanym za wybitne zasługi dla kultury Pomorza i Kujaw.

## Twórczość
- 1983 Annopolis, miasto moich snów (opowiadania). Wydawnictwo Literackie, Kraków - Wrocław. ISBN 83-08-01105-5
- 1986 Labirynt wyobraźni (opowiadania). Iskry, Warszawa. ISBN 83-207-0823-0
- 1988 Annopolis, świat mojej wyobraźni (opowiadania). Wydawnictwo Literackie, Kraków - Wrocław. ISBN 83-08-01994-3
- 1988 Śmierć w kosmolocie (powieść). Wydawnictwo „Pomorze”, Bydgoszcz. ISBN 83-7003-098-X
- 1993 Ja, Ulrych, miecz rewolucji (opowiadania). Instytut Wydawniczy „Świadectwo”, Bydgoszcz.
- 1995 Wybraniec bogów (nowela). Prezentacje „Metafory”, Bydgoszcz. ISBN 83-86-559-11-X
- 1995 Las Teutoborski (powieść). Instytut Wydawniczy „Świadectwo”, Bydgoszcz. ISBN 83-85860-07-X
- 2001 Lancelot znad Renu (powieść). Wydawnictwo „Solaris”, Olsztyn. ISBN 83-88431-11-0
- 2001 Prawdziwa historia smoków, Franków oraz rycerza Hilderyka, przez Jerzego Grundkowskiego odkryta i opisana (powieść). Wydawnictwo Adam Marszałek, Toruń. ISBN 83-7174-878-7
- 2019 Wilkołak Drago (powieść, wydanie pośmiertne). Wydawnictwo Bibliotekarium, Bydgoszcz. ISBN 978-83-950151-8-2
- 2019 Annopolis (opowiadania, wydanie pośmiertne). Wydawnictwo Stalker Books, Olsztyn. ISBN 978-83-66280-46-5
- 2019 Planeta dobrych ludzi (opowiadania, wydanie pośmiertne). Wydawnictwo Bibliotekarium, Bydgoszcz. ISBN 978-83-954865-3-1
- 2020 Zagadki i tajemnice. Historia odkrywana na nowo (książka eseistyczna, wydanie pośmiertne). Wydawnictwo Bibliotekarium, Bydgoszcz. ISBN 978-83-954865-5-5
- 2022 Hufiec Świętych (powieść, wydanie pośmiertne). Wydawnictwo Bibliotekarium, Bydgoszcz. ISBN 978-83-960893-9-7